# D.J. Jazzy Jeff & The Fresh Prince
A D.J. Jazzy Jeff & The Fresh Prince egy amerikai hip-hop duó volt a 80-as és a korai 90-es években Nyugat Pennsylvaniából, Philadelphiából. A duó tagjai: Will Smith (The Fresh Prince), és Jeff Townes (D.J. Jazzy Jeff). A duó a 80-as években találkozott először, és megpróbáltak betörni a hip-hop élvonalba. Támogató segítségként Clarence Holmes (Ready Rock C) segített a duónak az indulásban, aki a csapat nem hivatalos tagjaként volt jelen. 1990-ben Holmes távozott a csapatból, majd később sikertelenül beperelte a duót, szóbeli szerződésszegés vádjával.
A csapat 1989-ben Grammy-díjat kapott a Parents Just Don't Understand című dalukért, bár a legsikeresebb daluk az 1991-es Summertime című dal volt, mellyel szintén Grammy-díjat nyertek. Will Smith és Jeff Townes mind a mai napig barátok maradtak, és azt állítják, hogy sosem váltak szét, miután Smith szólókarrierbe kezdett.  A duó az Egyesült Államokban több mint 5,5 millió lemezt értékesített, és 2017-ben ismét együtt játszottak.

## Karrier

### 1985–1988: Korai évek és a  Rock the House
Jeff Townes és Will Smith 1985-ben véletlenül találkoztak egy house partin, melyet Townes tartott, nem messze Smith lakóhelyétől. Barátságot kötöttek, és úgy döntöttek, hogy közös munkába kezdenek.
Nem sokkal azután, hogy Smith és Townes úgy döntöttek, közösen próbálkoznak a zeneiparban, Smith segítségül kért egy barátot Ready Rock C-t, aki nem hivatalosan, de a duóhoz tartozott. 1986-ban a Word Records kiadó (később Word Up Records)  megjelentette az első Girls Ain't Nothing de Trouble című kislemezüket, amely szövegét tekintve egy vicces rosszindulatú mese volt. A dal zenei alapjait az "I Dream of Jeannie" című dalból merítették. Smith könnyed történetet mesélő rapbetétjeiről lett ismert. A kislemez mielőtt sláger lett, Smith éppen végzős volt a középiskolában.
A kezdeti sikerekre felfigyelt a Jive Records kiadó és Russel Simmons is, és a duó első albuma a Rock the House először 1986-ban jelent meg a Word Up kiadónál, majd 1987-ben a Jive is kiadta. Az album mintegy 300 000 példányban kelt el. Ugyanebben az évben a duó a Run Dmc-vel és a Public Enemyvel turnézott.

### 1988–1989: He's the DJ, I'm the Rapper
Következő albumuk 1988-ban a He's the DJ, I'm the Rapper az Egyesült Királyságban platina státuszt kapott, és dupla vinyl lemezen is megjelentették a szimpla kazetta és CD formátum mellett. A Parents Just Don't Understand című dalt gyakran játszotta az MTV, és ennek eredményeképpen Grammy-díjat vehettek át a legjobb hip-hop/rap dal kategóriában. A dalt több televíziós csatorna is játszotta, illetve a dal elhangzott a "The Fresh Prince of Bel-Air" című tv komédiában is, illetve a sorozat másik két részében is előadták, úgy mint a "The Fresh Prince Project" és a "Not With My Pig, You Don't".
A másik dal a Nightmare on My Street erősen kapcsolódott a Freddy Grueger féle Rémálom az Elm utcában című filmhez, azonban a New Life Cinema nevű filmkiadó nem volt elégedett, az ehhez tartozó videót nem mutatták be, és az ehhez tartozó album sem jelent meg hivatalosan. Később a Jive kiadta a dalt a következő "The Dream Child" című filmjéhez. Ezt a sikert követően 1988-ban újra kiadták a Rock the House kislemezt a "Girls Ain't Nothing but Trouble" című dallal együtt, melyet kicsit megváltoztattak a korábbi 1985-ös kiadáshoz képest.

### 1991–1994: Homebase, Code Red
1991-ben a duó elkészítette új Homebase című albumát, mely platina státuszt kapott. Smith a lemezen egy érettebb hangot mutatott be, hogy illeszkedjen a kor hip-hop trendjéhez. A lemez egyik nagy slágere a Summertime című dal, mely a Kool & the Gang "Summer Madness" című dalának hangmintjára készült, és ehhez jöttek a duó szövegei. A dalhoz tartozó videóklip egy családi összejövetelt mutat be, ahol a duó tagjai ülve énekelnek egy autón.  A dal Grammy-díjat kapott. Az albumról kimásolt kislemezek az Anita Ward féle Ring My Bell című dal feldolgozása, és a Thing That U Do című dalok voltak. Mindkét dal a 90-es évekre jellemző stílusjegyeket hordozza.
Az albumról kimásolt utolsó kislemez a "You Saw My Blinker", mely egy öreg hölgyről szól. Ez az első, és egyetlen dal, melyben Smith szitkozódik és használja a "bitch" szót. Smith hangja egy kicsit mélyebb a dalban, mint a korábbi dalokban. A dal 20. helyezést érte el a Billboard Hot 100-as listán, illetve a 22. volt a Hot R&B /Hip-Hop kislemezlistán. A csapat 1992-ben megjelentette a Barcelonai Olimpiai Játékokra a "Higher Baby" című dalt, mely a Barcelona Gold  című válogatás lemezen is helyet kapott.
1993-ban megjelent a duó utolsó stúdióalbuma a Code Red, mely teljesen más hangzást mutatott, mint korábbi lemezeik. A duó új az új zenei irányzatra koncentrált. A Boom! Shake the Room az album vezető dala volt, mely az Egyesült Királyságban, és Ausztráliában is 1. helyezést ért el.

## Eseti fellépések
1998-ban megjelent a duó Greatest Hits című album két korábban kiadatlan dallal. Smith és Townes 2005-ben felléptek Philadelpiában a Live 8 nevű koncerten, majd 2017. augusztus 26-án Horvátországban, 27-én Blackpoolban játszottak.

## Diszkográfia
Stúdióalbumok
- Rock the House (1987)
- He’s the DJ, I’m the Rapper  (1988)
- And in This Corner... (1989)
- Homebase (1991)
- Code Red (1993)